# Pinelema spinafemora
Espèce
Synonymes
- Telema spinafemora Lin & Li, 2010

Pinelema spinafemora est une espèce d'araignées aranéomorphes de la famille des Telemidae.

## Distribution
Cette espèce est endémique du Guangxi en Chine,. Elle se rencontre dans les qrottes Shuiyuan, de Naling et de Fulong dans le xian de Lingyun à Baise.

## Description
Le mâle holotype mesure 1,26 mm et la femelle paratype 1,42 mm.

## Systématique et taxinomie
Cette espèce a été décrite sous le protonyme Telema spinafemora par Lin et Li en 2010. Elle est placée dans le genre Pinelema par Zhao, Li et Zhang en 2020.

## Publication originale
- Lin & Li, 2010 : Long-legged cave spiders (Araneae, Telemidae) from Yunnan-Guizhou plateau, southwestern China. Zootaxa, no 2445, p. 1-34.